# 桓玄
桓 玄（かん げん）は、桓楚の初代皇帝。東晋の安帝より禅譲を受けて皇帝となるが、3カ月後に安帝復位を大義名分としたクーデターを起こした劉裕（後の南朝宋武帝）によって殺された。

## 生涯
家妓の馬氏を母として、桓温の庶子かつ末子として生まれたが、その才能を愛されて後継とされた。父の死後は叔父の桓沖の後見を受けた。若い頃から博学で知られ、23歳の時に太子洗馬となるが、父が東晋の簒奪を目論んだ人物だったことから罷免され、しばらく無官の時期を過ごした。その後義興郡太守となるが「父は九州の伯となり、子は五湖の長となる（父は（東晋）全土の覇者となったのに、息子の自分はただの五湖（太湖）の長程度か）」と嘆息して辞任した。
当時の東晋は、安帝を擁立した叔父の会稽王司馬道子・司馬元顕父子が政治を壟断し、朝野からの非難が高まっていた。隆安2年（398年）、北府軍団の長として京口に鎮していた王恭が司馬道子打倒の兵を挙げると、当時広州刺史であった桓玄は荊州刺史の殷仲堪らと共にこれに呼応した。挙兵自体は王恭の配下の武将で、実際に北府軍団を指揮していた劉牢之の裏切りにより、王恭が敗死したことから失敗に終わる。しかし桓玄自身はこれを利用して江州刺史となるなど自分の勢力拡大に成功、隆安3年（399年）には殷仲堪と雍州刺史の楊佺期を殺し荊州・雍州を制圧、かつて父が支配していた西府軍団を掌握し、長江中流域を制覇した。この頃に一時期ではあるが、田園詩人として有名な陶淵明が桓玄の幕僚を勤めている。
同年、司馬道子らの圧政に対して、五斗米道系の道士の孫恩に率いられた民衆の反乱が起きた（孫恩の乱）。反乱自体は劉牢之が率いる北府軍団により元興元年（402年）に鎮圧されたが、この混乱を好機とみた桓玄は、軍団を率いて長江を下り首都建康に迫った。一方の司馬道子父子は劉牢之に勅書を出し桓玄の討伐を命じたが、劉牢之は桓玄に寝返り、建康に入った桓玄は司馬道子父子らを殺害、総百揆・侍中・都督中外諸軍事・丞相・録尚書事・揚州牧などの地位を手に入れた。この時、今まで併用されていた竹簡や布の公文書を廃して全て紙製の公文書に統一したといわれている。
さらに桓玄は劉牢之から北府軍団の実権を奪い、これに怒った劉牢之は桓玄を討とうとしたが、度重なる寝返りを行ったことから部下の劉裕らに見放され、逃亡した後自殺した。こうして東晋の実権を掌握した桓玄は、元興2年（403年）12月、安帝より帝位の禅譲を受ける形で皇帝に即位、国号を楚（桓楚）とし、元号を永始と定めた。
しかし、わずか3カ月後の永始2年（404年）2月、かつての劉牢之配下の武将であった劉裕が桓玄打倒のクーデターを起こし、何無忌・徐羨之・諸葛長民・檀道済・劉毅らも劉裕に呼応、敗れた桓玄は建康を脱出して西へ逃れたところを、子の桓昇とともに益州都護の馮遷によって殺害された。その後同族の桓振によって武悼皇帝と諡された。